# 8. oklepna divizija (ZDA)
8. oklepna divizija (izvirno angleško 8th Armored Division) je bila oklepna divizija Kopenske vojske ZDA.